# Limonium dufourii
Limonium dufourii, conocida como saladina, es una especie de planta de la familia Plumbaginaceae. Es considerada como muy rara, encontrándose en grave peligro de extinción.

## Descripción
Planta perenne, con pocos escapos, densamente pelosa. Cepa 0,5-1,5 cm. Hojas de la roseta 20-70 × 5-16 mm, no o solo en parte marchitas en la antesis; limbo de estrechamente espatulado a estrechamente oblanceolado, con 1-3 nervios, de escasa a densamente peloso, con pelos cortos, con ápice generalmente de redondo a romo; pecíolo 1-3 mm de anchura, de longitud 2/3-3/4 de la del limbo. Escapo 15-45 cm, erecto, de recto a zigzagueante, densamente peloso en la mitad inferior, con pelos blancos, patentes; ramificación que empieza sobre el cuarto inferior. Inflorescencia normalmente tipo A o D, con varias ramas estériles. Ramas de primer orden de hasta 8 cm, en disposición bilateral laxa, de derechas a dobladas varias veces, erecto-patentes (ángulo de ramificación 45°-55°), laxamente ramificadas, pelosas. Espigas 10-25 mm, gruesas, de rectas a levemente arqueadas. Espiguillas 7-8 mm, 6-8 por cm, contiguas, con 2-4 flores. Bráctea externa 2,8-3,9 × 2,8-3,5 mm, de oblongo-obovada a triangular-ovada, con ápice romo; margen ± estrechamente membranáceo; parte central carnosa, pelosa, con ápice romo que casi llega hasta el margen. Bráctea media 2,6-2,9 × 1,9-2,4 mm, oblongo- obovada, membranácea. Bráctea interna 5,2-6,2 × 4,7-5,8 mm, de ancha a muy anchamente obovada, con ápice plano-arqueado; margen estrechamente membranáceo; parte central 4,5-5,5 × 3,5-4,5 mm, carnosa, pelosa, oblongo-obovada, con ápice anchamente triangular que casi llega hasta el margen. Flores 7-8 mm de diámetro. Cáliz 5,4-6 mm, que sobrepasa c. 1 mm a la bráctea interna; tubo de escasa a densamente peloso, con pelos largos; dientes c. 0,5 × 1,3 mm, anchamente semielípticos; costillas que acaban antes o en la base de los dientes. Pétalos 8-9 × 2,9-3,1 mm cuneiformes, violáceo-rojizos. Tiene un número de cromosomas de 2n = 27.

## Distribución y hábitat
Es una planta endémica del levante español, donde se distribuye únicamente por las provincias de Valencia y Castellón. En acantilados marítimos y saladares litorales.

## Taxonomía
Limonium dufourii fue descrita por (Girard) Kuntze  y publicado en Revis. Gen. Pl. 2: 395 1891.
Etimología
Limonium: nombre genérico que procede del griego leimon, que significa "pradera húmeda", aludiendo al hábitat de muchas de las especies del género.
dufourii: epíteto otorgado en honor del naturalista francés Léon Dufour.